# Mecistoptera griseifusa
Mecistoptera griseifusa (лат.) — вид бабочек из семейства Erebidae. Голотип вида известен из Kelani Vellay, Шри-Ланка. Ареал вида также включает Юго-Восточную Азию, восточные Гималаи, штат Манипур (Индия).
Данный вид известен тем, что пьет слезную жидкость крупных животных, например оленей, крокодилов, черепах.
Mecistoptera griseifusa является облигатным потребителем слёз крупных зверей и рептилий. Считается, что этот вид стимулирует производство слёзной жидкости, раздражая глазное яблоко животных.
Близкородственный вид Hemiceratoides hieroglyphica, обитающий на Мадагаскаре, часто посещает спящих птиц в ночное время, и пьет их слезную жидкость прямо из глаз (lachrymophagy), используя свой специализированный хоботок с гарпуновидным кончиком.
Привлечение к глазам позвоночных (ophthalmotropism) также известно у вшей.